# Liste der Baudenkmale in Alt Tellin
In der Liste der Baudenkmale in Alt Tellin sind alle denkmalgeschützten Bauten der Gemeinde Alt Tellin (Mecklenburg-Vorpommern) und ihrer Ortsteile aufgelistet. Grundlage ist die Veröffentlichung der Denkmalliste des Kreises Demmin mit dem Stand vom 18. Dezember 1996. 

## Baudenkmale nach Ortsteilen

### Alt Tellin
| ID | Lage               | Bezeichnung                                         | Beschreibung | Bild                                                |
| -- | ------------------ | --------------------------------------------------- | --- | --------------------------------------------------- |
|    | Dorfstr. 8 (Karte) | Kirche mit Mauer                                    | Saalkirche von um 1600 aus Feldstein mit östl. Halbrundabschluss, westl. quadr. Fachwerk-Dachturm mit barocken, spitzen Turmhelm; Kanzelaltar, Patronats- und Gemeindegestühl und Westempore vom 18. Jh., Fischer-Orgel von 1860, Glocke von 1375. | Weitere Bilder                                      |
|    | Dorfstr. 22        | Mühlenhof mit Mühle, Stall, Wohnhaus und Landgraben | | Mühlenhof mit Mühle, Stall, Wohnhaus und Landgraben |
|    |                    | Wegweiserstein                                      | |                                                     |

### Broock
| ID | Lage    | Bezeichnung             | Beschreibung | Bild                |
| -- | ------- | ----------------------- | --- | ------------------- |
|    |         | Gutsanlage mit          | | Gutsanlage mit      |
|    | (Karte) | Gutshaus                | Barockes, 2-gesch., 17-achsiges Herrenhaus von um 1770 mit Mezzanin, 3-gesch. Mittelrisalit, Souterraingeschoss und Walmdach; Bauherr: Christian Bogislaw von Linden; Umbau 1840/50 nach Plänen von Friedrich August Stüler für Familie von Seckendorff. | Weitere Bilder      |
|    |         | Wirtschaftsgebäuden     | u. a. Marstall | Wirtschaftsgebäuden |
|    |         | Resten des Lenné-Parkes | Landschaftspark nach Plänen von Peter Joseph Lenné von um 1840/50. |                     |

### Hohenbüssow
| ID | Lage    | Bezeichnung         | Beschreibung | Bild           |
| -- | ------- | ------------------- | --- | -------------- |
|    |         | Gutsanlage mit      | |                |
|    |         | Gutshaus            | ehem. Kurhaus, 2.gesch., 6-achsiger Putzbau mit Walmdach |                |
|    |         | Badehaus            | | Badehaus       |
|    |         | Speicher            | 1-gesch. Ziegelbau mit 2-fach gestuftem Satteldach von um 1860 |                |
|    |         | Wirtschaftsgebäude  | vier Wirtschaftsgebäude aus Feldstein mit Krüppelwalmdach |                |
|    | (Karte) | Kirche mit Friedhof | Gotische Feldsteinkirche vom 16. Jahrhundert mit 3-seitigem Ostabschluss und Dachreiter von 1787; barocker Kanzelaltar vom 18. Jh., Grüneberg - Orgel vom 19. Jh. | Weitere Bilder |
|    |         | sog. Neues Gutshaus | |                |
|    |         | Schmiede            | |                |
|    |         | Schule              | |                |

### Siedenbüssow
| ID | Lage           | Bezeichnung           | Beschreibung | Bild |
| -- | -------------- | --------------------- | --- | ---- |
|    | Siedenbüssow 9 | Gutshaus mit Restpark | Eingeschossiger Putzbau von um 1890 mit zwei kleinen Türmchen sowie mit kleinem Park; heute Hotel u. a. für Biker. |      |

## Quelle
- Bericht über die Erstellung der Denkmallisten sowie über die Verwaltungspraxis bei der Benachrichtigung der Eigentümer und Gemeinden sowie über die Handhabung von Änderungswünschen (Stand: Juni 1997)